# Betel
Betel (em hebraico: בֵּית אֵל; romaniz.: Bêṯ ʔĒl; lit. "Casa de Deus") foi uma cidade cananeia situada entre Efraim e Judeia, no sítio da atual vila de Beitin, na encosta das montanhas efraimitas. Originalmente chamada Luz, foi renomeada em honra ao santuário de Betel, feito a leste da cidade por Abraão, mas cuja pedra sagrada é atribuída a Jacó. But Schlatter sugeriu que o santuário deve estar em Deir Dibuã, mais a leste. Segundo Juízes XX:18 e Juízes XX:26, era de grande importância no tempo dos juízes, e ganhou ainda mais importância após a divisão do país em dois reinos (Israel e Judá), quando Jeroboão I transformou-o na "capela do rei" (Amós VII:13). No tempo de Eliseu, havia uma comunidade de profetas em Betel e no tempo de Amós, o profeta visitou-a com grande pompa, mas indignou a todos por sua condenação de Israel.
Mesmo após a conquista de Efraim, o santuário reteve sua importância. Quando Josias tomou posse dessa parte antiga dos domínios efraíticos, findou o culto ilegítimo ali praticado. Após o exílio, Betel pertenceu à Judeia. Na época dos macabeus, às vezes é nomeada como a sede das guarnições sírias. Depois, é citado apenas pelo primeiro topógrafo cristão, o Peregrino de Burdígala, e Eusébio como pequena cidade do interior. Em Lamentações II:3, afirma-se que o imperador Adriano (r. 117–138) colocou um guarda em Betel para capturar fugitivos judeus.